# 格利泽176
格利泽176（Gliese 176），或HD 285968，是一顆位於金牛座的紅矮星。根據依巴谷衛星視差量測結果，它和地球的距離大約是31光年。它的質量大約是太陽的一半，半徑則是太陽的53%，視星等+9.97。
該恆星的星冕有強度3 × 1027 erg s–1的X射線輻射。這表示該恆星仍是活躍的，並且可能會有類似太陽的黑子與耀斑。這在光譜類型 M 型的主序星而言是正常的。它的金屬量也與太陽相當接近。
格利泽176的空間速度各分量是U = –26、V = –63和W = –14 km/s。

## 行星系統
2008年宣布在格利泽176旁發現一顆系外行星。該行星的發現是基於霍比-埃伯利望远镜對恆星進行五年的徑向速度量測結果。該行星的質量下限大約是地球的24.5倍或木星的0.0771倍。行星的軌道周期是10.24日。因為恆星上黑子造成的自轉調制，因此該恆星常被認為不可能快速自轉。
之後對格利泽176持續四年的研究顯示，原始的觀測資料可能是錯誤的。相反的是偵測到了質量下限8.4倍地球質量行星的強力證據。資料顯示該行星軌道周期8.78日，半長軸0.066天文單位。該行星的表面平衡溫度450 K。該行星可能是岩石行星，並且擁有大氣層。
| 成員 (依恆星距離) | 质量    | 半長軸 (AU) | 轨道周期 (天) | 離心率 | 傾角 | 半径 |
| ----------------- | ------- | ----------- | ------------- | ------ | ---- | ---- |
| b                 | >8.4 M⊕ | 0.066       | 8.78          | 0      | —    | —    |
| c (未确认)        | >14 M⊕  | 0.18        | 40            | 0      |      |      |

## 外部連結
- . The Extrasolar Planets Encyclopaedia. （原始内容存档于2010-06-09）.